# Kbal Kaoh
Kbal Kaoh es una comuna (khum) del distrito de Kien Svay, en la provincia de Kandal, Camboya. En marzo de 2008 tenía una población estimada de 18 537 habitantes.
Se encuentra ubicada al sur del país, en la llanura central camboyana, a escasa distancia del río Mekong, de Nom Pen —la capital del país— y de la frontera con Vietnam.